# Las Trincheras
Las Trincheras, también conocidas como Las Trincheras de Aguas Calientes, es una localidad a las afueras de Valencia, Venezuela. Destaca por sus aguas termales, que desembocan en el río Aguas Calientes. Se dice que el nombre Trincheras deriva de las fortificaciones construidas en la era colonial.

## Historia

### Visita de Humboldt
Los manantiales fueron visitados por Alexander von Humboldt en 1800 durante su expedición a los trópicos americanos . Eran conocidos por los lugareños y Humboldt notó que los enfermos tomaban baños de vapor allí. A su regreso a Europa, Humboldt dio a conocer Las Trincheras a la comunidad científica. Se había dado cuenta de que la temperatura del agua era de 90,3 °C (194,5 °F). No existían evidencias de vulcanismo en la zona que explicaran por qué se calentaba el agua. Los estudios de François Arago sobre el gradiente geotérmico ayudaron a Humboldt a concebir la idea de que los manantiales obtenían su calor de la circulación de aguas subterráneas muy profundas.

### Batalla de Las Trincheras
Las Trincheras también se conoce por una batalla que tuvo lugar en octubre de 1813 en el transcurso de la Guerra de Independencia de Venezuela. El comandante español Domingo de Monteverde resultó malherido en la batalla, que fue ganada por las fuerzas independentistas, haciendo que los españoles se replegaran a su base de Puerto Cabello.

### Infraestructura ferroviaria
El desarrollo de los balnearios recibió un impulso con la llegada del Ferrocarril Puerto Cabello y Valencia en la década de 1880. Se abrió una estación en el sitio, pero el ferrocarril cerró en la década de 1950 cuando el transporte por carretera se hizo más importante en Venezuela. A comienzos del siglo XXI se construyó una nueva vía férrea que comunica Puerto Cabello con La Encrucijada, en el Estado Aragua. Entre los túneles de la línea se encuentra el Túnel de Bárbula, de 7.702 m, entre Las Trincheras y Naguanagua, que ha sido considerado el más largo de Sudamérica.